# Valíra
Valíra är en ort i Grekland.   Den ligger i prefekturen Messenien och regionen Peloponnesos, i den södra delen av landet, 180 km sydväst om huvudstaden Aten. Valíra ligger 42 meter över havet och antalet invånare är 991.
Terrängen runt Valíra är varierad. Runt Valíra är det ganska glesbefolkat, med 30 invånare per kvadratkilometer. Närmaste större samhälle är Kalamata, 18,2 km sydost om Valíra. == Kommentarer ==
1. ↑  Framräknat ur variansen i alla höjduppgifter (DEM 3") från Viewfinder Panoramas, inom 10 km radie.[2] Mer om algoritmen finns här: Användare:Lsjbot/Algoritmer.